# Flottieljeadmiraal
Flottieljeadmiraal is de laagste admiraalsrang bij de Belgische zeemacht, tegenwoordig de Marinecomponent van de Belgische defensie. Een flottieljeadmiraal voert het bevel over een klein eskader of flottielje.
Flottieljeadmiraal komt overeen met de rangen commandeur bij de Nederlandse Koninklijke Marine, commodore bij de Britse Royal Navy, of rear admiral (lower half) bij de US Navy.
Insignes van flottieljeadmiralen

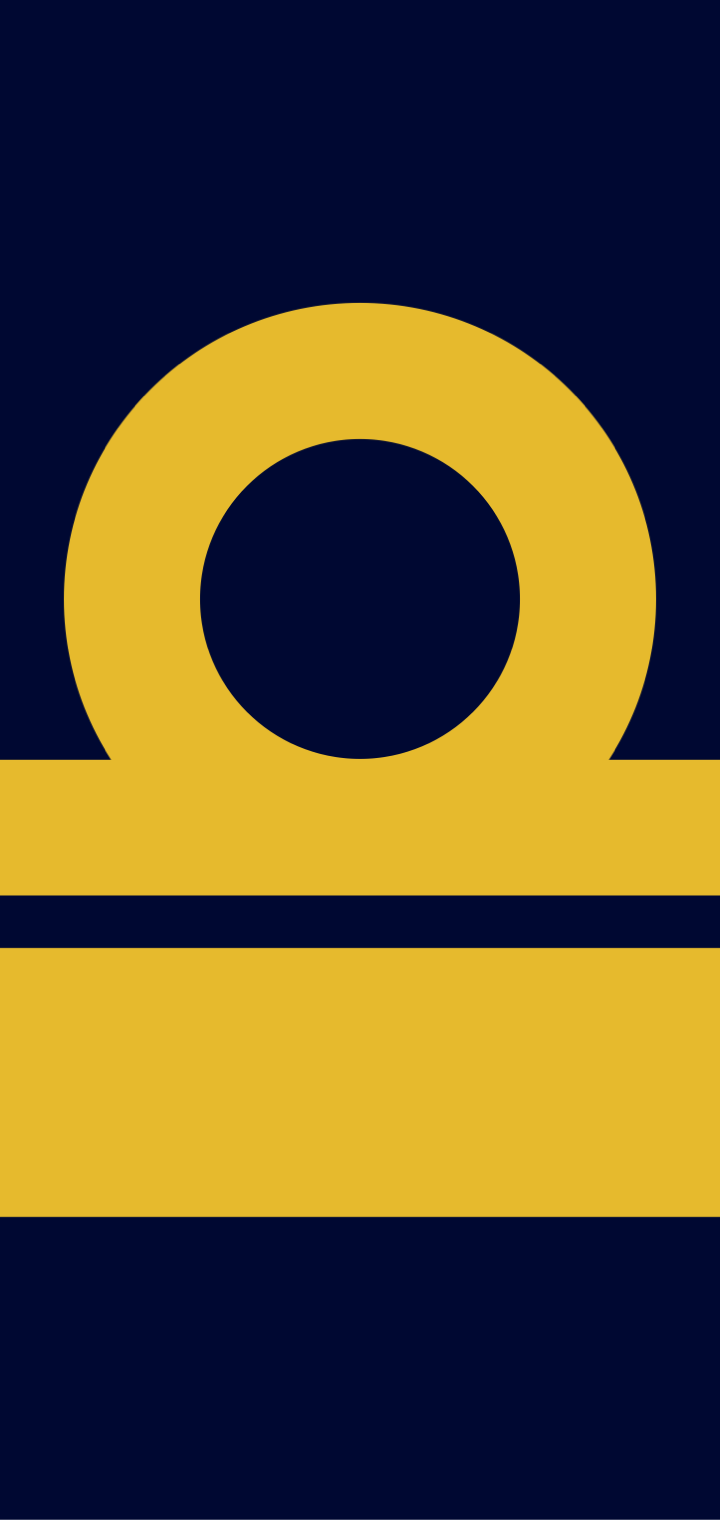
Belgische flottieljeadmiraal
Deense flotilleadmiral
Finse flotilla admiral
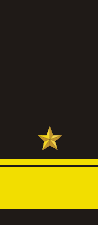
Duitse Flottillenadmiral
Zweedse flotilla admiral